# Sexy Zone Presents Sexy Tour 2017〜STAGE
『Sexy Zone Presents Sexy Tour 2017 ～ STAGE』（セクシー ゾーン プレゼンツ セクシー ツアー トゥーサウザントセブンティーン ステージ）は、Sexy Zoneの10枚目のライブビデオ。2017年9月6日にポニーキャニオンから発売。

## 概要
本作は5周年に記念すべきベストアルバム「Sexy Zone 5th Anniversary Best」をもとにしたツアー、Sexy Zoneが魅せたデビュー5周年の集大成。また、アリーナで5人それぞれのソロ曲を披露したコーナーも史上初。
初回限定盤 (Blu-ray 2Disc+1CD)、初回限定盤 (DVD 2Disc+1CD) と通常盤 (Blu-ray Disc 2枚組) 、通常盤 (DVD 2枚組) の4形態リリース。

## 収録内容

### 初回限定盤
*DVD·Blu-ray共通
Sexy Zone Presents Sexy Tour 2017 ～ STAGE　横浜アリーナコンサート映像(2017年5月6日収録)

#### Disc.1
1. OVERTURE
2. ROCK THA TOWN
3. Celebration!
4. High!! High!! People
5. Miss Mysterious
6. Love Confusion
7. Why? - 佐藤勝利
8. Teleportation
9. King & Queen & Joker
10. ダンケ・シェーン - マリウス葉
11. よびすて
12. Lady ダイヤモンド
13. キャラメルドリーム
14. Hey you!
15. MC
16. 君だけFOREVER
17. ダンスコーナー
18. Sweety Girl
19. 私のオキテ
20. It's Going Down !
21. 24-7~僕らのストーリー~
22. Break out my shell - 松島聡
23. Slow Jam
24. rouge - 菊池風磨
25. Hey!! Summer Honey - 中島健人
26. Stand up! Speak out!
27. 勝利の日まで
28. Sexy Summerに雪が降る
29. With you
30. STAGE
31. Sexy Zone
32. カラフル Eyes
33. Make my day
34. Congratulations (2016 ver.)

#### Disc.2
- Teleportation/STAGE/Sexy Zone×各メンバーソロアングル

#### CD
*.『Summer Paradise 2017』各メンバーソロ曲収録スペシャルCD
1. Mission[中島健人]
2. My Life[菊池風磨]
3. Sunshinesmile[佐藤勝利]
4. Mermaid[松島聡]
5. Déjà-vu[マリウス葉]

### 通常盤
*DVD·Blu-ray共通

#### Disc.1
初回限定盤と同じ

#### Disc.2
- Document Movie of Sexy Zone presents Sexy Tour 2017 ～ STAGE[約98分収録]※記念すべき5周年記念5都市コンサートの裏側を追った密着ドキュメント。5周年の想いを胸に5人でつくりあげたコンサートの裏側を余すことなく収録。

## 初回限定盤特典
1. マルチアングル
2. スペシャル・フォトブック
3. オリジナルトレーディングカード【ソロ5枚】セット
4. 初回限定豪華ジャケットケース
5. Summer Paradise 2017 各メンバーソロ曲収録スペシャルCD